# Барт Схенкевелд
Барт Схенкевелд (нід. Bart Schenkeveld, нар. 28 серпня 1991, Ден Хоорн) — нідерландський футболіст, захисник грецького клубу «Панатінаїкос».
Виступав, зокрема, за клуби «Феєнорд» та «Гераклес» (Алмело), а також юнацьку збірну Нідерландів.
Володар Кубка Греції.

## Клубна кар'єра
Народився 28 серпня 1991 року. 
У дорослому футболі дебютував 2009 року виступами за команду «Феєнорд», в якій провів два сезони, взявши участь у 5 матчах чемпіонату. 
Протягом 2011—2012 років захищав кольори клубу «Ексельсіор» (Роттердам).
Своєю грою за останню команду привернув увагу представників тренерського штабу клубу «Гераклес» (Алмело), до складу якого приєднався 2012 року. Відіграв за команду з Алмело наступні три сезони своєї ігрової кар'єри. Більшість часу, проведеного у складі «Гераклеса», був основним гравцем захисту команди.
Згодом з 2015 по 2019 рік грав у складі команд «Зволле» та «Мельбурн Сіті».
До складу клубу «Панатінаїкос» приєднався 2019 року. Станом на 26 липня 2023 року відіграв за клуб з Афін 105 матчів в національному чемпіонаті.

## Виступи за збірну
У 2009 році дебютував у складі юнацької збірної Нідерландів (U-19), загалом на юнацькому рівні взяв участь у 9 іграх.

## Титули і досягнення
- Володар Кубка Греції (1):

«Панатінаїкос»: 2021-2022